# Blepephaeus mausoni
Blepephaeus mausoni är en skalbaggsart som först beskrevs av Stefan von Breuning 1947.  Blepephaeus mausoni ingår i släktet Blepephaeus och familjen långhorningar. Inga underarter finns listade.